# Coucal de Strickland
Centropus rectunguis
Espèce
Statut de conservation UICN

 VU A2c+3c+4c : Vulnérable
Le Coucal de Strickland (Centropus rectunguis) est une espèce d'oiseau de la famille des Cuculidae. Son aire de répartition s'étend sur la Thaïlande, la Malaisie, le Brunéi et  l'Indonésie.
C'est une espèce monotypique (non subdivisée en sous-espèces).